# 德田聡一朗
德田 聡一朗（とくだ そういちろう、1997年6月27日 - ）は、フジテレビのアナウンサー。

## 経歴
山口県山口市出身。野田学園高等学校、関西大学政策創造学部・国際アジア法政策学科卒業。高校時代は陸上部に所属し、競歩をしていた。大学時代は写真部に所属した。大学2年春に大阪府のアナウンススクール「声光塾」に入学して、3年間アナウンスを学んだ。その他、フジテレビのアナウンススクールの講座も受講した。卒業後の2020年4月、アナウンサーとしてフジテレビに入社。同期入社は佐久間みなみ、渡邊渚。

## 人物
身長176 cm。
高校3年の2015年に出場した「第66回山口県高等学校総合体育大会」の陸上競技・男子5000m競歩で3位の実績がある（中国地区の中国高校総体出場）。
小さな頃から牛が好きで、大学の講義で、酪農をはじめとした農業・林業などの第一次産業の深刻な人手不足が社会問題になっていることを知り、実際に各地の牧場を訪ねて酪農家の方々に話を聞いてみたいと思ったのがきっかけで、牛の魅力を伝えるため「東海道五十三次」にちなみ「東海道五十三ウシ」と銘打って、牛の写真を撮りながら東京・日本橋から京都・三条大橋まで徒歩で旅したことがある。基本のルートは東海道で、1日30kmを目安に、東海道近辺の牧場をリサーチし、アポイントを取って訪問。1カ月で20件の牧場を訪問して約800kmを歩き抜いた。旅を終えてからは、クラウドファンディングで集まったお金でお気に入りの1枚をポストカードにして応援してくれた人にプレゼントした。
特技は競歩、堺雅人のモノマネ。
趣味はベランダでの家庭菜園、タコ釣り。
好きなものは、動物では牛、花ではアジサイ・キンモクセイ、スポーツでは総合格闘技・競歩。苦手なものは、恋話。

## 出演番組
レギュラー出演番組・キャスター名
| 期間 | 期間      | 月曜日                                 | 火曜日                                 | 水曜日                                                                          | 木曜日                                                                    | 金曜日                                                                    | 土曜日   | 日曜日                             |
| --- | --------- | -------------------------------------- | -------------------------------------- | ------------------------------------------------------------------------------- | ------------------------------------------------------------------------- | ------------------------------------------------------------------------- | -------- | ---------------------------------- |
| 2020.10 | 2021.3    | めざましテレビ フィールドキャスター    | めざましテレビ フィールドキャスター    | めざましテレビ フィールドキャスター                                             | めざましテレビ フィールドキャスタープライムオンラインTODAY サブキャスター | めざましテレビ フィールドキャスタープライムオンラインTODAY サブキャスター | （なし） | （なし）                           |
| 2021.4 | 2021.9    | めざましテレビ フィールドキャスター    | めざましテレビ フィールドキャスター    | めざましテレビ 『ココ調』リポーター1                                            | プライムオンラインTODAY サブキャスター                                    | めざましテレビ フィールドキャスタープライムオンラインTODAY サブキャスター | （なし） | （なし）                           |
| 2021.10 | 2022.6    | めざましテレビ フィールドキャスター    | めざましテレビ フィールドキャスター    | めざましテレビ フィールドキャスター・『ココ調』リポーター2                      | めざましテレビ フィールドキャスタープライムオンラインTODAY サブキャスター | めざましテレビ フィールドキャスタープライムオンラインTODAY サブキャスター | （なし） | （なし）                           |
| 2022.7 | 2023.3    | （なし）                               | （なし）                               | めざましテレビ フィールドキャスター・『ココ調』リポーター2                      | めざましテレビ フィールドキャスタープライムオンラインTODAY サブキャスター | プライムオンラインTODAY サブキャスター                                    | （なし） | （なし）                           |
| 2023.4 | 2023.6.16 | （なし）                               | （なし）                               | めざましテレビ フィールドキャスター・ スポーツキャスター・ 『ココ調』リポーター | めざましテレビ フィールドキャスタープライムオンラインTODAY サブキャスター | プライムオンラインTODAY サブキャスター                                    | （なし） | （なし）                           |
| 2023.6.19 | 2024.3.31 | （なし）                               | （なし）                               | めざましテレビ フィールドキャスター・ スポーツキャスター                        | プライムオンラインTODAY サブキャスター                                    | プライムオンラインTODAY サブキャスター                                    | （なし） | （なし）                           |
| 2024.4.1 | 2024.9.27 | （なし）                               | めざましテレビ フィールドキャスター    | めざましテレビ スポーツキャスター                                               | プライムオンラインTODAY サブキャスター                                    | プライムオンラインTODAY サブキャスター                                    | （なし） | （なし）                           |
| 2024.9.30 | 2025.4    | プライムオンラインTODAY サブキャスター | プライムオンラインTODAY サブキャスター | めざましテレビ スポーツキャスター                                               | めざましテレビ フィールドキャスター                                       | （なし）                                                                  | （なし） | （なし）                           |
| 2025.5 | 2025.6    | プライムオンラインTODAY サブキャスター | プライムオンラインTODAY サブキャスター | めざましテレビ スポーツキャスター                                               | めざましテレビ フィールドキャスター                                       | （なし）                                                                  | （なし） | 日曜報道 THE PRIME 情報キャスター3 |
| 2025.7 |           | プライムオンラインTODAY サブキャスター | プライムオンラインTODAY サブキャスター | めざましテレビ スポーツキャスター                                               | めざましテレビ フィールドキャスター                                       | （なし）                                                                  | （なし） | （なし）                           |
| 備考 - 1大川立樹と交代で担当 - 22022年6月までは小山内鈴奈と交代で担当 - 3安宅晃樹の育休中の代行。週替わりで担当 |           |                                        |                                        |                                                                                 |                                                                           |                                                                           |          |                                    |

### その他
- 芸能界麻雀最強位決定戦 THEわれめDEポン - 実況（2021年 - ）
- スポーツ中継 - バドミントン、競馬など（2021年 - ）[8]
- Live News it! （2020年8月12日） ‐ 三井良浩夏季休暇時の代理お天気キャスター。
- ネプリーグ（2020年8月24日） - 日本代表チーム解答者。
- めざましテレビ
  - （2020年10月12日・14日） - 阿部華也子休暇時の代理お天気キャスター
  - （2021年2月10日・11日） - 三宅正治休暇時で酒主義久がニュースサブキャスターを代行時の代理スポーツキャスター
  - （2022年3月16日・17日） - 三宅正治療養時・生田竜聖取材時の代理情報キャスター
  - （2023年8月15日・10月9日・12月5日・2024年3月12日） - 酒主義久休暇時のスポーツキャスター代行
  - （2024年2月21日・11月13日・2025年1月29日・7月23日） - 伊藤利尋・生田竜聖休暇時の情報キャスター代行
  - （2024年10月24日） - 勝野健休暇時のスポーツキャスター代行
  - （2024年10月28日・29日） - 藤井弘輝休暇時のスポーツキャスター代行
- FNNニュース（2022年1月1日）
- ノンストップ!（2022年1月6日・1月27日） - 谷岡慎一休暇時の代理タブロイド・ハンター。
- めざまし8（2022年2月14日） - 関東積雪の現場中継(『めざましテレビ』から引き続き出演)。
- FNN Live News days（2022年4月1日） - 安宅晃樹療養時の代理キャスター。
- S-PARK（2022年4月2日・24日、5月21日、7月3日・31日、9月11日、12月4日） - ニュースキャスター
- めざましどようび
  - （2022年8月13日） - 関東台風の現場中継
  - （2024年11月16日・12月14日・2025年8月2日） -大川立樹休暇・不在時のスポーツキャスター代行